# Sebastian Everding
Sebastian Everding (nascido em 1983) é um político e empresário alemão que é membro eleito do Parlamento Europeu pelo Tierschutzpartei (Partido da Protecção Animal), tendo sido eleito nas eleições para o Parlamento Europeu de 2024 na Alemanha.
Everding juntou-se ao Partido da Protecção Animal em 2020, fazendo campanha para as eleições locais em Dortmund. A partir de 2022 tornou-se num dos dois presidentes da secção do partido na Renânia do Norte-Vestfália, a par com Angelika Remiszewski.